# Protestantisches Schulhaus (Dirmstein)
Das ehemalige protestantische Schulhaus in der rheinland-pfälzischen Ortsgemeinde Dirmstein ist ein denkmalgeschütztes Backsteingebäude mit Sandsteinsockel, das in der zweiten Hälfte des 19. Jahrhunderts errichtet wurde. Wegen seiner gleichermaßen repräsentativen wie typisierten Ausgestaltung wird es als beispielhaft für ländliche Schulbauten seiner Entstehungszeit angesehen. Heute dient es als protestantisches Gemeindehaus.

## Geographische Lage
Das Haus steht am südwestlichen Rand des alten Oberdorfs. Es liegt auf einer Höhe von 102 m ü. NHN hinter einem ummauerten Vorgarten in der Laumersheimer Straße 2, die einst „Hintere Gass“ genannt wurde, an deren Einmündung in die Straße Affenstein. Seine östliche Giebelwand weist zur „Fechtschule“ am Eingang des Kellergartens hin.

## Gebäude
Das Gebäude ist ein eineinhalbgeschossiger klassizistischer Klinkerbau unter traufständigem Satteldach. Die zur Straße zeigende symmetrische Fassade besitzt den bei Schulhäusern üblichen Mitteleingang, der durch einen Risalit mit übergiebeltem Zwerchhaus hervorgehoben wird. Die rechteckigen Fenster sind architraviert und horizontal verdacht, das gleichermaßen ausgeführte Portal wird noch stärker durch seine Giebelverdachung betont. Im Dachgeschoss befindet sich die frühere Schulmeisterwohnung, die beiderseits des Risalits eine Gaube aufweist. Im Inneren blieben aus der Erbauungszeit eine Holztreppe zum Obergeschoss sowie einer der beiden Säle erhalten.

## Baugeschichte
Als die Pfalz 1816 nach den Befreiungskriegen unter bayerische Verwaltung gekommen war, wurde auch das Schulwesen reformiert. Dies bedeutete insbesondere die Einrichtung von Konfessionsschulen. In Dirmstein traten das 1820 erbaute katholische sowie das wohl nur wenig später errichtete, aber kleinere protestantische Schulhaus an die Stelle der Schule, die konfessionsübergreifend rund hundert Jahre lang meist im damaligen Rathaus betrieben worden war. Das heutige Gebäude nahm dann 1879 die Stelle des zu klein gewordenen Ursprungsbaues ein. Es diente in der zweiten Hälfte des 20. Jahrhunderts der Protestantischen Kirchengemeinde zunächst als Pfarrhaus, ehe es innerhalb der Protestantischen Kirche eine Umnutzung zum Gemeindehaus erfuhr.